# Kapitał, czyli jak zrobić pieniądze w Polsce
Kapitał, czyli jak zrobić pieniądze w Polsce – polska komedia obyczajowa z 1989 roku w reżyserii Feliksa Falka.

## Fabuła
Piotr Nowosad wraca do Polski z dużą sumą pieniędzy po kilku latach spędzonych na Zachodzie. Jednak zdając sobie sprawę z tego, że z uniwersyteckiej pensji nie będzie go stać na utrzymanie rodziny, postanawia dobrze zainwestować przywieziony kapitał. Rozkręca kilka interesów, ale żaden nie przynosi korzyści.
Piotr nie zna zmieniających się przepisów prawnych. Zawsze gdy interes zaczyna się już rozkręcać pojawia się fatalistyczna postać Mariana Duszy, który raz jest inspektorem sanepidu, innym razem działaczem Ligi Ochrony Przyrody (wydaje się, że są to różne osoby: Dusza zapytany, czy ma może brata bliźniaka lub zna jakiegoś innego Mariana Duszę, twierdzi kategorycznie, że nie) i niweczy kolejne przedsięwzięcie. W końcu działalność Piotra legnie w gruzach. W dodatku, jego żona, Barbara rozstaje się z nim, gdyż nie podoba jej się spadek poziomu intelektualnego Piotra i jego nowe problemy.
Na szczęście, niedługo po tym, okazuje się, że Piotr będzie miał bardzo dużo pieniędzy – otrzymał prestiżową i wysoko finansową nagrodę za napisaną przed kilku laty pracę naukową. Barbara zostaje przy nim.

## Obsada
- Piotr Machalica − Piotr Nowosad
- Gabriela Kownacka − Barbara Nowosad
- Jakub Jabłoński − Mateusz Nowosad
- Marek Kondrat − Cezary Putek
- Grzegorz Warchoł − Jerzy Ludwiczak
- Tadeusz Huk − doc. Kasiński
- Ferdynand Matysik − doc. Gabryś
- Andrzej Grabowski − Stefan Sapieja
- Andrzej Mrowiec − Marian Dusza
- Michał Juszczakiewicz − Bekiet
- Marek Barbasiewicz − Brun
- Igor Przegrodzki − Rosochaty
- Jolanta Piętek-Górecka − sekretarka Ewa
- Jerzy Nowak − Serafin
- Zbigniew Korepta − mężczyzna na przyjęciu
- Andrzej Fedorowicz − mężczyzna na przyjęciu
- Henryk Machalica − teść Piotra
- Wiktor Zborowski − mężczyzna w reklamie
- Monika Luft − Aniutka
- Tomasz Sianecki − w roli samego siebie

## Recenzje
Andrzej Gelberg skrytykował zarówno film, jak i reżysera pisząc m.in., że między bohaterem filmu i jego reżyserem istnieje jedno podobieństwo. I jednemu, i drugiemu się nie udało.